# Q4OS
Q4OS is een op Debian gebaseerde Linuxdistributie. De distributie is vooral gericht op verouderde hardware en commercieel gebruik. Kenmerkend aan Q4OS is dat het een van de weinige distributies is waar standaard de TDE-werkowgeving wordt meegeleverd, al is er ook een KDE-uitvoering beschikbaar. Bovendien bevat de distributie in de TDE-uitvoering een zelfontworpen thema dat lijkt op dat van Breeze, het standaardthema van KDE Plasma 5, een op Windows XP en Vista gelijkend startmenu en op Windows gelijkende software-installatiewizards.

## Geschiedenis
De ontwikkeling van Q4OS begon in 2014 in Duitsland, nadat de einddatum van de ondersteuning van Windows XP bekend was geworden. De eerste versie was 0.5 en verscheen op 17 juli 2014. In eerste instantie — van april 2014 tot juni 2015 — werd de LXQt-werkomgeving meegeleverd. In 2018 werd besloten om over te stappen op de Trinity Desktop Environment (TDE).
In 2019 verscheen versie 3.8, gebaseerd op Debian 10 Buster.
In april 2020 besloten de hoofdontwikkelaars van Q4OS om te verhuizen naar een nieuw hoofdkantoor in Praag.

## Kenmerken
De distributie wordt standaard geleverd met TDE of KDE Plasma 5. Op beide uitvoeringen wordt tevens commerciële ondersteuning geleverd.

### TDE-uitvoering
De distributie bevat in de TDE-uitvoering een programma genaamd XPQ4, waarmee met één muisklik een Windows 2000- of Windows XP-thema ingesteld kan worden. In nieuwere versies is tevens een Windows 10-thema beschikbaar.
Andere door Q4OS ontwikkelde en meegeleverde programma's in de TDE-uitvoering zijn:
- Werkomgevingsprofielen, een programma waarmee bepaalde pakketgroepen en programma's met één muisklik automatisch geïnstalleerd kunnen worden, op basis van een gekozen profiel;

- Q4OS-softwarecentrum, een softwarebeheerder waarmee gebruikers diverse programma's uit de lijst met één muisklik kunnen installeren;

- Welkomstscherm, een welkomstscherm waarmee gebruikers de eerste systeeminstellingen kunnen verrichten.

- Updatebeheer, een programma waarmee met één muisklik updates kunnen worden geïnstalleerd.

### KDE Plasma-uitvoering
De KDE Plasma-uitvoering is de standaarduitvoering die met Debian wordt meegeleverd, al is wel het Debonaire-thema van de TDE-uitvoering beschikbaar als alternatief thema.

## Edities
Stabiele versies van Q4OS zijn gebaseerd Debians Stable-uitvoering en worden geleverd met vijf jaar ondersteuning. Testversies van Q4OS zijn gebaseerd op Debians Testing-uitvoering.